# Katrin Glenz
Katrin Glenz (* 1977 als Katrin Haag, auch bekannt als Kat – stilisierte Eigenschreibweise in Großbuchstaben und mit Punkt: KAT.) ist eine deutsche Sängerin aus Frankfurt am Main.

## Leben
Katrin Glenz erlernte zunächst den Beruf der Krankenschwester, bevor sie als Musikerin unter dem Pseudonym Kat erfolgreich wurde. Ihr Live-Debüt gab Kat vor 4000 Besuchern im Vorprogramm von Pink im Hamburger Stadtpark. 2005 veröffentlichte sie im Alter von 27 Jahren schließlich ihr Debütalbum Polaroid Of Truth. Vorausgegangen waren Musical-Tourneen durch Europa und Südafrika sowie Engagements als Sängerin für die Backings unterschiedlichster Musiker. In Kollaboration mit Pianist Thomas Wahl veröffentlichte sie im folgenden Jahr ein Weihnachtsalbum unter dem Titel Wie soll ich dich empfangen?. September 2007 erschien ihr zweites Studioalbum unter dem Titel Sehnsucht – im Gegensatz zum Debüt ausschließlich in deutscher Sprache.
Seit 2003 ist Katrin Glenz Solistin der Neuen Philharmonie Frankfurt.

## Diskografie
- Polaroid Of Truth. (Free Records, 2005)
- Sehnsucht. (Hänssler Music, 2007)
- Wie soll ich dich empfangen? (Hänssler Music, 2006)

### Mitwirkung
- Meine Seele ist stille in dir. (Gerth Medien, 2004)
- Hold Me Close, 1. (Hänssler Music, 2008)

## Erfolge
- 3. Platz im Wettbewerb „Stimme Hessens“ von Sat 1 und Hit-Radio FFH (1996)
- 2. Platz beim Hessenentscheid in der Kategorie Rock/Pop-Band, mit Katmando (2001)